# Jure Bogataj
Jure Bogataj (* 26. April 1985 in Kranj) ist ein ehemaliger slowenischer Skispringer.

## Werdegang
Bogataj begann seine Karriere 2001 im Continental Cup. Sein bestes Ergebnis im Continental-Cup waren drei Siege. Bei der Juniorenweltmeisterschaft 2003 in Sollefteå belegte er den 14. Platz im Einzel und den zweiten Platz im Team. Der erste Weltcup Einsatz erfolgte in der Saison 2004 in Liberec mit Platz 33. Er gewann bei der Nordischen Ski-WM 2005 in Oberstdorf Bronze mit der Mannschaft, belegte den 40. Platz von der Normalschanze. Von der Großschanze erreichte er Platz 4. mit dem Team und Platz 28 im Einzel. Bei der Winter-Universiade 2007 in Pragelato belegte er im Einzel und im Team Platz 8 von der Normalschanze und von der Großschanze Platz 28. Bogataj springt ausschließlich im Continental Cup. In der Saison 2009/10 sprang er für drei Springen im FIS Cup und sein bestes Ergebnis war ein dritter Platz in Harrachov. Im Sommer 2011 beendete Bogataj seine aktive Skisprungkarriere.

## Erfolge

### Continental-Cup-Siege im Einzel
| Nr. | Datum             | Ort       | Typ           |
| --- | ----------------- | --------- | ------------- |
| 1.  | 9. März 2003      | Planica   | Normalschanze |
| 2.  | 4. Januar 2004    | Planica   | Großschanze   |
| 3.  | 27. Dezember 2004 | Engelberg | Großschanze   |

## Erfolge

### Weltcup-Platzierungen
| Saison  | Platz | Punkte |
| ------- | ----- | ------ |
| 2004/05 | 039.  | 085    |
| 2007/08 | 063.  | 016    |

### Continental-Cup-Platzierungen
| Saison  | Platz | Punkte |
| ------- | ----- | ------ |
| 2000/01 | 124.  | 060    |
| 2002/03 | 071.  | 088    |
| 2003/04 | 031.  | 185    |
| 2004/05 | 029.  | 289    |
| 2005/06 | 043.  | 140    |
| 2007/08 | 026.  | 277    |
| 2009/10 | 105   | 020    |

### Grand-Prix-Platzierungen
| Saison | Platz | Punkte |
| ------ | ----- | ------ |
| 2009   | 72.   | 007    |